# Gare de Labège-Innopole
Pour les articles homonymes, voir Gare de Labège.
La gare de Labège-Innopole est une gare ferroviaire française de la ligne de Bordeaux-Saint-Jean à Sète-Ville, située à proximité du pont ferroviaire de la rue de La Tolosanne, quartier Innopole, sur le territoire de la commune de Labège, dans le département de la Haute-Garonne en région Occitanie.
C'est une halte ferroviaire de la Société nationale des chemins de fer français (SNCF), desservie par des trains TER Occitanie circulant sur l'axe Toulouse - Narbonne - Perpignan.

## Situation ferroviaire
Établie à 151 m d'altitude, la halte de Labège-Innopole est située au point kilométrique (PK) 265,198 de la ligne de Bordeaux-Saint-Jean à Sète-Ville, entre les gares de Montaudran et de Labège-Village.

## Histoire

### Fréquentation
De 2015 à 2023, selon les estimations de la SNCF, la fréquentation annuelle de la gare s'élève aux nombres indiqués dans le tableau ci-dessous :
| Année                      | 2015    | 2016    | 2017    | 2018    | 2019    | 2020    | 2021    | 2022    | 2023    |
| -------------------------- | ------- | ------- | ------- | ------- | ------- | ------- | ------- | ------- | ------- |
| Voyageurs seuls            | 172 479 | 149 503 | 174 725 | 144 726 | 192 154 | 133 473 | 152 333 | 192 317 | 215 564 |
| Voyageurs et non voyageurs | 215 599 | 186 879 | 218 406 | 180 908 | 240 193 | 166 842 | 190 416 | 240 396 | 269 456 |

## Service des voyageurs

### Accueil
HalteSNCF, c'est un point d'arrêt non géré (PANG) à entrée libre. Elle est équipée d'automates pour l'achat de titres de transport.

### Desserte
Labège-Innopole est desservie par des trains régionaux TER Occitanie qui effectuent des missions entre les gares de :
- Toulouse-Matabiau et Carcassonne ou Narbonne. Le temps d'attente entre chaque train en semaine varie de 15 minutes à 1 heure 10, et le temps de trajet est d'environ 9 minutes depuis Toulouse-Matabiau et 1 heure 35 minutes depuis Narbonne.
- Toulouse-Matabiau et Perpignan, à raison d'un train toutes les 2 heures. Le temps de trajet est d'environ 9 minutes depuis Toulouse-Matabiau et 2 heures 20 minutes depuis Perpignan. Certains trains sont prolongés jusqu'à Cerbère, voire jusqu'à Portbou le week-end.

### Intermodalité
Un parking pour les véhicules est aménagé. La gare est desservie par les lignes 80, 109 et 204 du réseau de transport en commun de l'agglomération toulousaine Tisséo. La ligne 386 du réseau Lio a également un arrêt à proximité directe.